# 청춘 (2000년 영화)
"청춘"은 2000년에 개봉한 대한민국의 멜로 영화이다. 곽지균이 감독을 맡았다. 진희경이 윤정혜 역으로, 김정현이 이수인 역으로, 배두나가 서남옥 역으로, 김래원이 김자효 역으로 윤지혜가 정하라 역으로 출연하였다. 서남옥의 어머니 역할로 고두심이 특별 출연하였다.
배우 김래원이 청춘으로 2000년 제21회 청룡영화상에서 신인남우상을 받았다.

## 캐스팅
- 김래원: 김자효 역
- 배두나: 서남옥 역
- 김정현: 이수인 역
- 진희경: 윤정혜 역
- 윤지혜: 정하라 역
- 김주령: 베르테르 선배 역
- 김준규: 서완재 역
- 함신영: 하정태 역
- 박찬임: 오달순 역
- 이용녀: 하라 모 역
- 이천우: 취객 역
- 이윤건: 담임 역
- 조한희: 수인 모 역
- 함순호: 교수 역
- 정재권: 수인의 사촌 역
- 유정민: 수인 누나 역
- 이경민: 수인 누나 역
- 김윤나: 베르테르 여종업원 역
- 채가람: 베르테르 여종업원 역
- 김문빈: 테크노빠 여인 역
- 권소현: 테크노빠 여인 역
- 이윤진: 테크노빠 여인 역
- 이하나: 테크노빠 여인 역
- 황수정: 간호사 역
- 송미미: 간호사 역
- 고두심: 남옥 모 역(특별출연)

## 수상
- 2000년 제21회 청룡영화상
  - 신인남우상 - 김래원[2][3][4]